# Дольск
Дольск (пол. Dolsk)  —  город  в Польше, входит в Великопольское воеводство,  Сьремский повят.  Имеет статус городско-сельской гмины. Занимает площадь 6,02 км². Население 1497 человек (на 2004 год).

## Известные уроженцы
- Миончинский, Игнатий (1767-1840)  — государственный деятель Речи Посполитой, сенатор-воевода Царства Польского, сенатор-каштелян, президент Сената Польского королевства во время ноябрьского восстания 1830-1831 годов.

## Фотографии

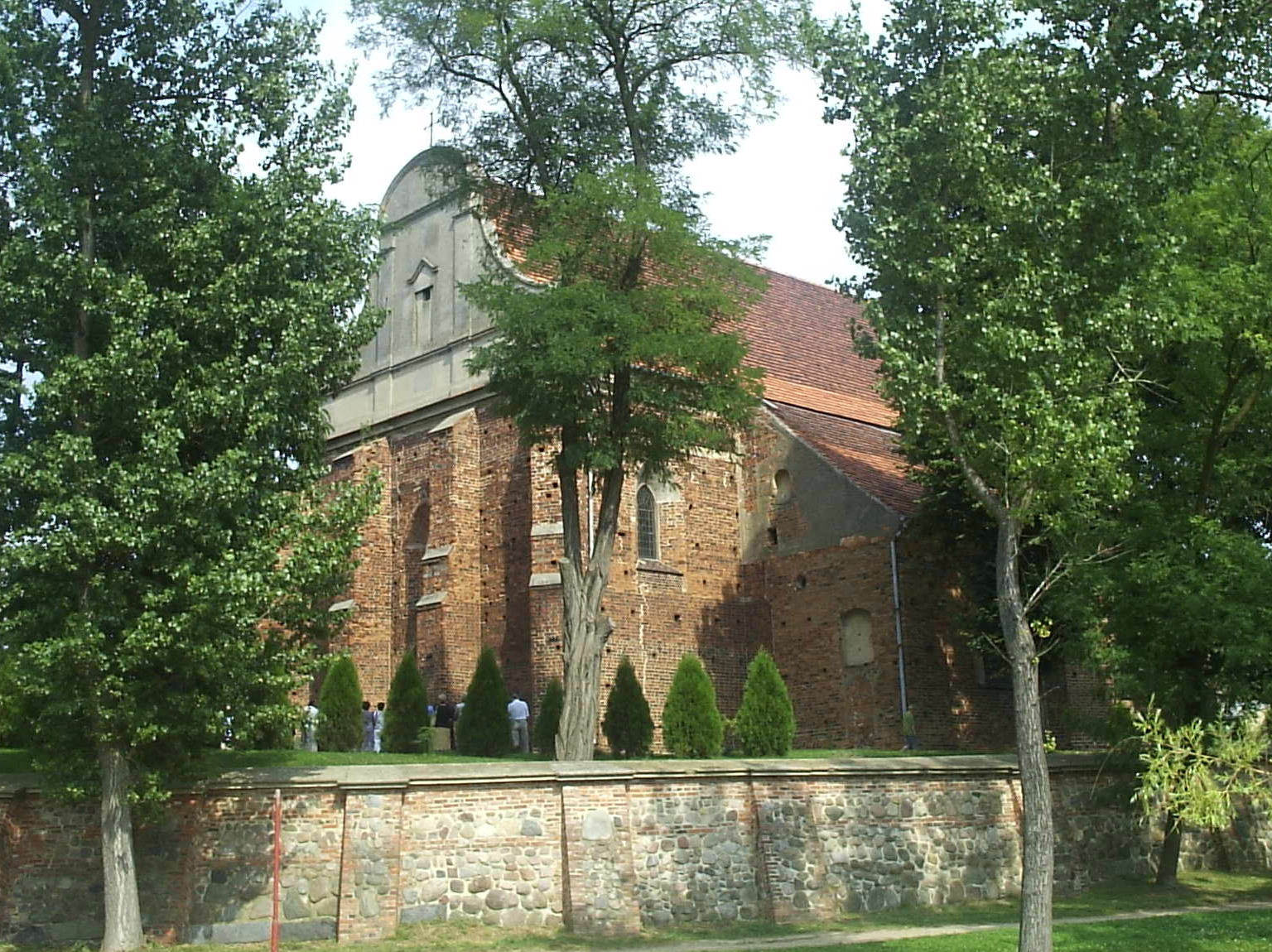
Костёл
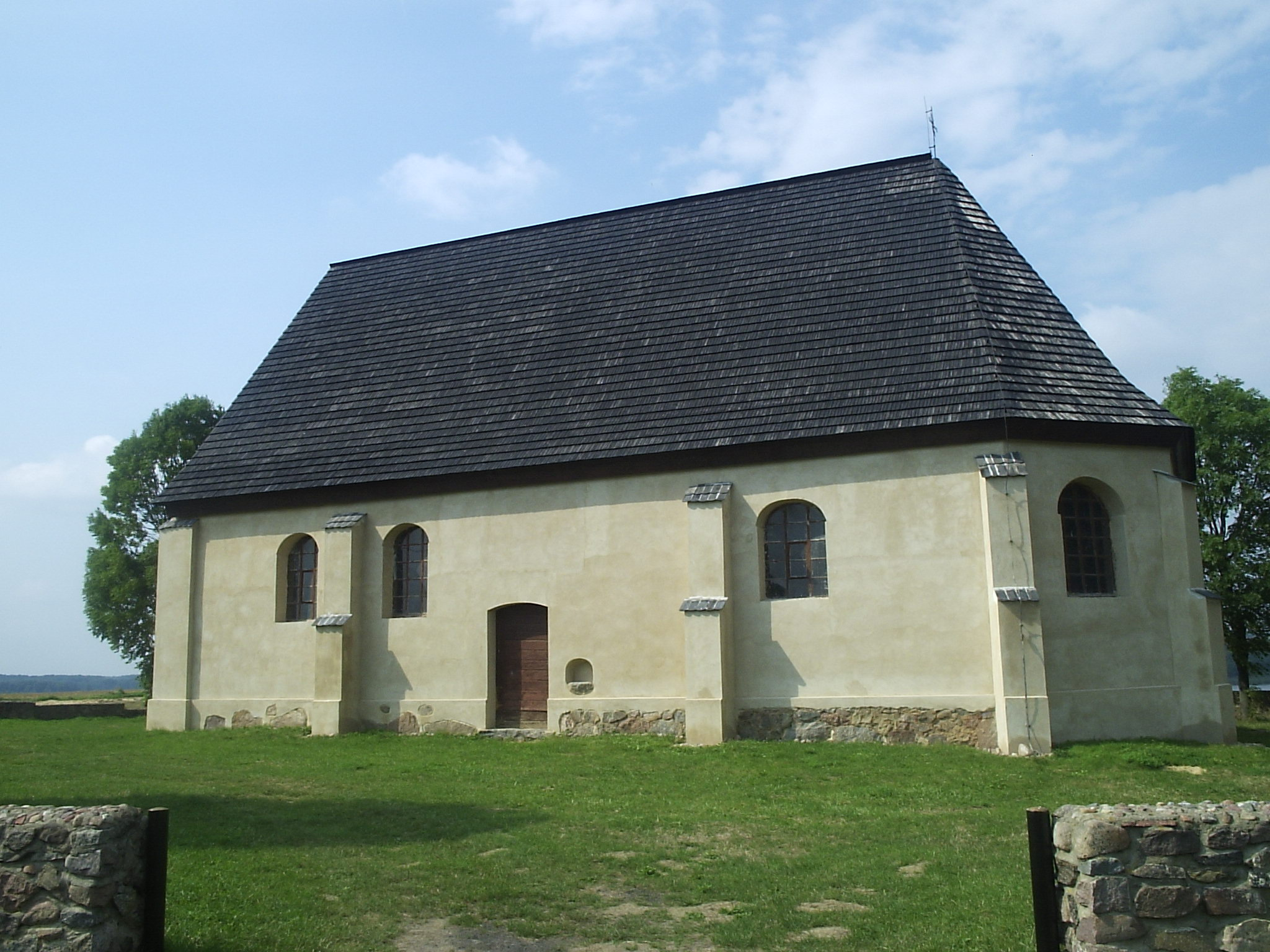
Костёл
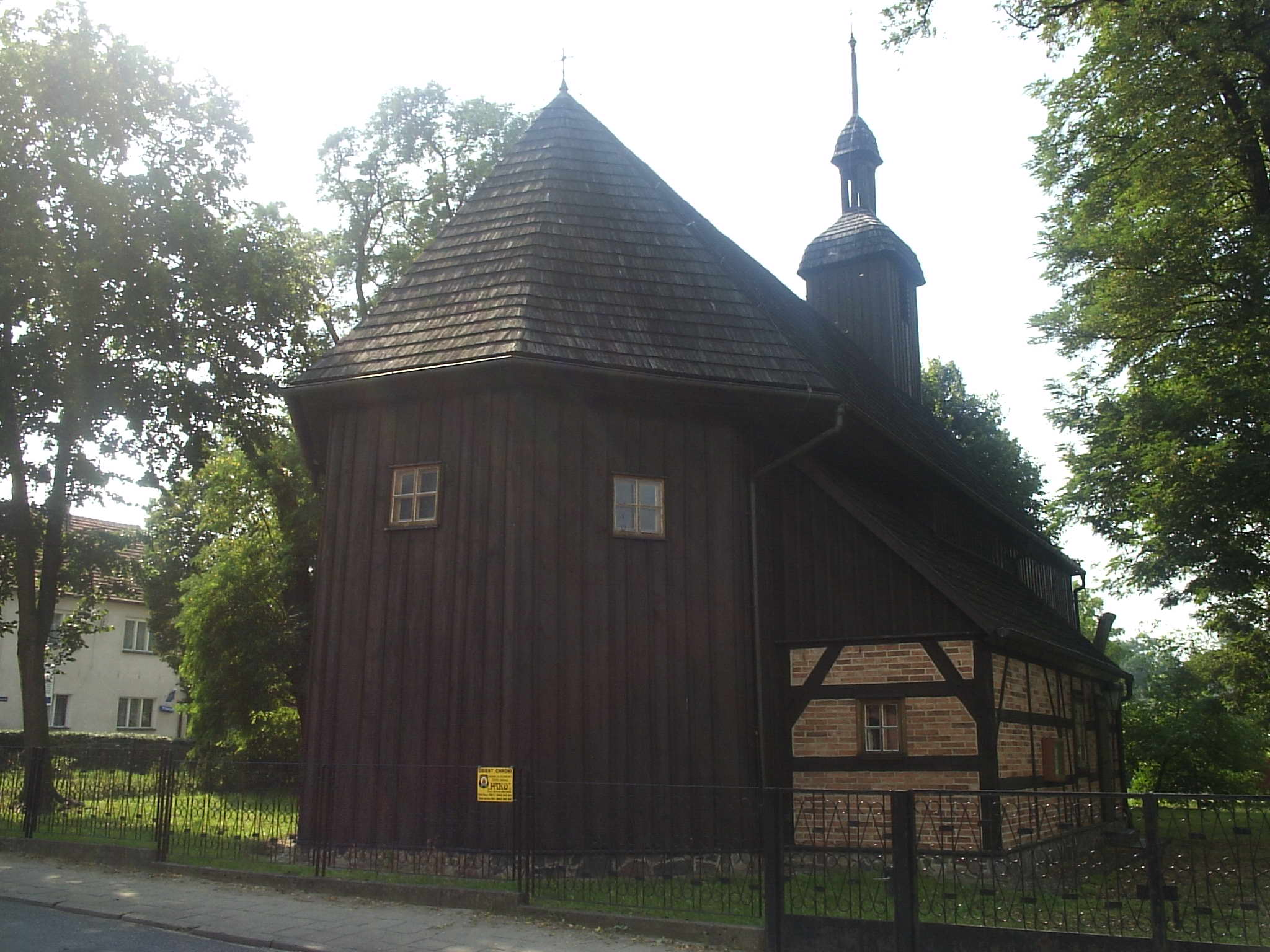
Костёл
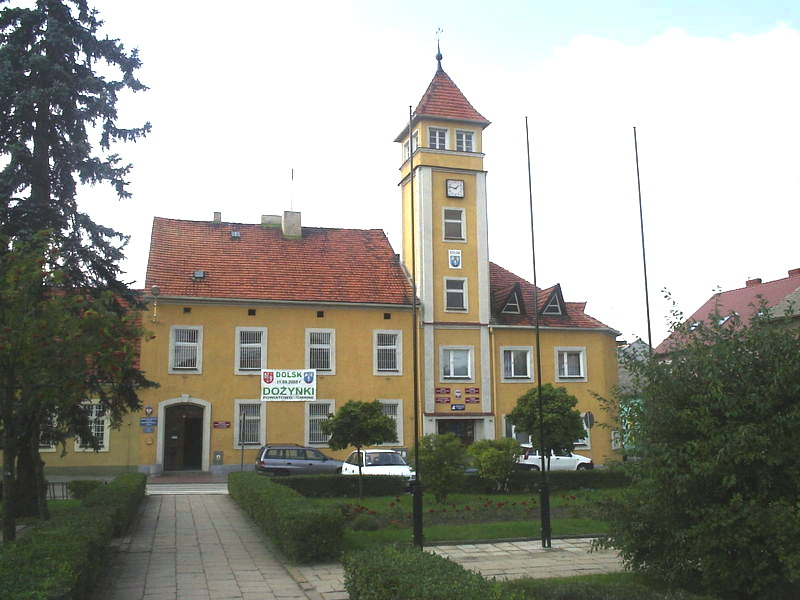
Ратуша